# Cité (stacja metra)

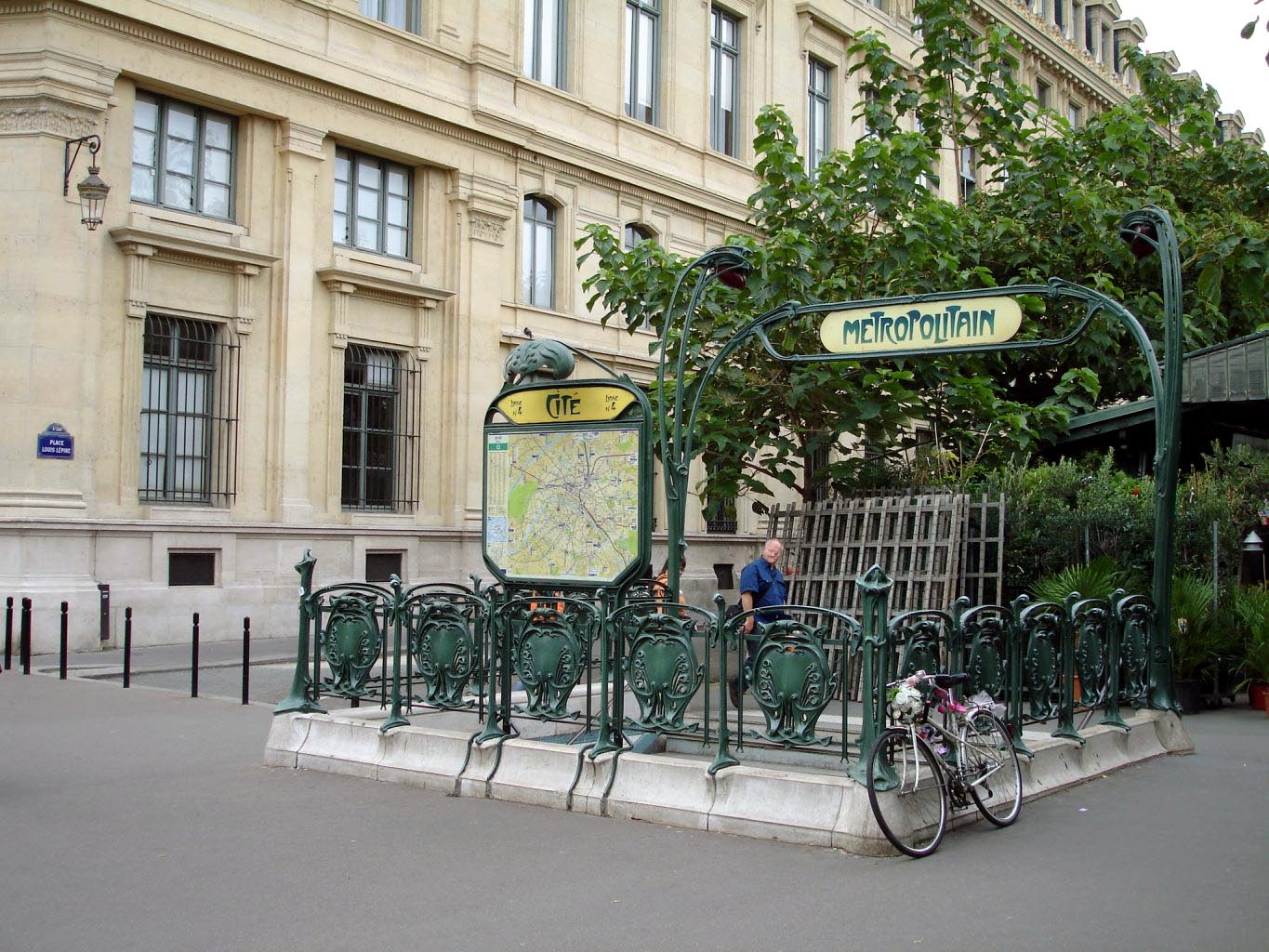
Wejście na stację

Cité – stacja linii nr 4 metra  w Paryżu. Stacja znajduje się w 4. dzielnicy Paryża.  Została otwarta 10 grudnia 1910 r.